# Robert Ball (Politiker)
Robert Ball († 25. Januar 1635) war ein irischer Politiker und von 1604 bis 1605 sowie erneut von 1609 bis 1610 Bürgermeister von Dublin.
Robert Ball war eines der vier Kinder von Walter Ball und Eleanor Ussher. Er entstammte damit zwei einflussreichen Familien, die bereits mehrere Bürgermeister und Ratsherrn hervorgebracht hatten. Ball selbst war ebenfalls Ratsherr von Dublin und bekleidete das Amt des Bürgermeisters zweimal.
In erster Ehe war er mit Jenet Ussher († 1620), der Tochter des anglikanischen Erzbischofs von Armagh Henry Ussher († 1613) und seine Cousine dritten Grades, verheiratet. Später heiratete er in zweiter Ehe Margaret Barry. 